# Cupa Africii pe Națiuni 2021
Cupa Africii a Națiunilor 2021 (numită și AFCON 2021 sau CAN 2021), cunoscută sub numele de Cupa Africii pe Națiuni 2021 TotalEnergies din motive de sponsorizare, a fost cea de-a 33-a ediție a Cupei Africii pe Națiuni, organizată de Confederația Africană de Fotbal (CAF). Turneul a fost găzduit de Camerun și s-a organizat în perioada 9 ianuarie - 6 februarie 2022.
Turneul a fost programat inițial să se desfășoare în iunie și iulie 2021, dar CAF a anunțat pe 15 ianuarie 2020 că, din cauza condițiilor climatice nefavorabile din această perioadă, turneul va avea loc între 9 ianuarie și 6 februarie 2022. La 30 iunie 2020, CAF a mutat turneul pentru a doua oară în ianuarie 2022, ca urmare a efectelor pandemiei de COVID-19 pe continent, păstrând în același timp numele Cupa Africii a Națiunilor 2021 în scopuri de sponsorizare.
Algeria era campioana en-titre, câștigând ediția din 2019, dar a fost eliminată în faza grupelor. Titlul a fost câștigat pentru prima dată de Senegal.

## Alegerea țării-gazdă
După ședința Comitetului Executiv al CAF din 24 ianuarie 2014, s-a anunțat că sunt trei candidate oficiale pentru ediția din 2021:
Candidate:
- Algeria
- Guineea
- Coasta de Fildeș

Candidate respinse:
- RD Congo
- Gabon
- Zambia

Această listă a fost diferită de lista de candidaturi atât pentru ediția din 2019, cât și pentru cea din 2021 a Cupei Națiunilor, așa cum a anunțat CAF în noiembrie 2013, pe lista originală fiind și Republica Democrată Congo, Gabon și Zambia. Toate cele trei țări au candidat și pentru găzduirea Cupei Africii pe Națiuni 2019.
Decizia de alegere a țării gazdă a fost amânată de la începutul anului 2014 pentru a acorda fiecărei țări candidate un timp adecvat pentru a primi delegația de inspecție. După votul final de la ședința Comitetului Executiv al CAF, pe 20 septembrie 2014, CAF a anunțat gazdele turneelor AFCON din 2019, 2021 și 2023: 2019 către Camerun, 2021 către Coasta de Fildeș și 2023 către Guineea.

### Schimbarea țării-gazdă
La 30 noiembrie 2018, CAF a anunțat că nu Camerun va găzdui Cupa Africii pe Națiuni din 2019. Președintele CAF Ahmad Ahmad a anunțat Camerunul ca țară-gazdă pentru Cupa Africii pe Națiuni 2021. În consecință, Coasta de Fildeș, gazdă inițială a turneului din 2021, va găzdui Cupa Africii pe Națiuni din 2023, iar Guineea, gazdă inițială a turneului din 2023, va găzdui Cupa Africii pe Națiuni din 2025.
La 30 ianuarie 2019, președintele CAF a confirmat schimbarea, după o întâlnire cu președintele ivorian Alassane Ouattara la Abidjan, Coasta de Fildeș.

## Efectele pandemiei de COVID-19
Turneul era programat inițial să aibă loc între 9 ianuarie și 6 februarie 2021. Turul preliminar și două etape din faza grupelor de calificare se disputaseră deja între 9 octombrie și 19 noiembrie 2019. A treia și a patra etapă din faza grupelor de calificare, care au fost programate inițial să aibă loc în perioada 23-31 martie și, respectiv, 1-9 iunie 2020, au fost amânate și toate meciurile de calificare rămase au fost reprogramate din cauza izbucnirii pandemiei de COVID-19 în Africa.
La 19 iunie 2020, CAF a declarat că nu a luat nici o hotărâre cu privire la momentul reluării competițiilor continentale și că acordă prioritate programării pentru Liga Campionilor CAF 2019-2020 și pentru semifinalele Cupei Confederației CAF 2019-20, Campionatul Națiunilor Africane din 2020 și Cupa Africii a Națiunilor Femeilor din 2020, alături de Cupa Africii a Națiunilor din 2021, fiind amânate, alte competițiile de fotbal de pe întregul continent au fost amânate, anulate sau suspendate.
Cu toate acestea, la 30 iunie 2020, CAF a anunțat reprogramarea Cupei Africii pe Națiuni din 2021 pentru ianuarie 2022 „după consultarea părțile interesate și luând în considerare situația globală actuală”, conform unei declarații publicate, noi date urmând a fi anunțate mai târziu. Ulterior, alte competiții continentale și evenimente care urmau să fie organizate au fost reprogramate sau anulate, și s-au anunțat noile date pentru preliminariile AFCON rămase, care urmau să fie finalizate până în martie 2021. La 31 martie 2021, a fost confirmat că turneul final va avea loc între 9 ianuarie și 6 februarie 2022, la exact un an de la data de începere programată inițial.

## Calificări

### Națiuni calificate
| Țara                | Calificată ca                | Data calificării  | Apariții anterioare |
| ------------------- | ---------------------------- | ----------------- | ------------------- |
| Camerun             | Gazdă/Câștigătoarea grupei F | 8 ianuarie 2019   | 20                  |
| Senegal             | Câștigătoarea grupei I       | 15 noiembrie 2020 | 16                  |
| Algeria             | Câștigătoarea grupei H       | 16 noiembrie 2020 | 19                  |
| Mali                | Câștigătoarea grupei A       | 17 noiembrie 2020 | 12                  |
| Tunisia             | Câștigătoarea grupei J       | 5 noiembrie 2020  | 20                  |
| Burkina Faso        | Câștigătoarea grupei B       | 24 martie 2021    | 12                  |
| Guineea             | Câștigătoarea grupei A       | 24 martie 2021    | 13                  |
| Comore              | Locul 2 în grupa G           | 25 martie 2021    | 1                   |
| Gabon               | Locul 2 în grupa D           | 25 martie 2021    | 8                   |
| Gambia              | Câștigătoarea grupei D       | 25 martie 2021    | 1                   |
| Egipt               | Câștigătoarea grupa G        | 25 martie 2021    | 25                  |
| Ghana               | Câștigătoarea grupa C        | 25 martie 2021    | 23                  |
| Guineea Ecuatorială | Locul 2 în grupa J           | 25 martie 2021    | 3                   |
| Zimbabwe            | Locul 2 în grupa H           | 25 martie 2021    | 5                   |
| Coasta de Fildeș    | Câștigătoarea grupa K        | 26 martie 2021    | 24                  |
| Maroc               | Câștigătoarea grupa E        | 26 martie 2021    | 18                  |
| Nigeria             | Câștigătoarea grupa L        | 27 martie 2021    | 19                  |
| Sudan               | Locul 2 în grupa C           | 28 martie 2021    | 9                   |
| Malawi              | Locul 2 în grupa B           | 29 martie 2021    | 3                   |
| Etiopia             | Locul 2 în grupa K           | 30 martie 2021    | 11                  |
| Mauritania          | Locul 2 în grupa E           | 30 martie 2021    | 2                   |
| Guinea-Bissau       | Locul 2 în grupa I           | 30 martie 2021    | 3                   |
| Capul Verde         | Locul 2 în grupa F           | 30 martie 2021    | 3                   |
| Sierra Leone        | Locul 2 în grupa L           | 15 iunie 2021     | 3                   |

## Format
24 de echipe vor concura la turneul final. Doar țara-gazdă a primit un loc automat de calificare, celelalte 23 de echipe calificându-se printr-un turneu de calificare. Cele 24 de echipe vor fi împărțite în șase grupe a câte patru echipe fiecare. Echipele din fiecare grupă vor juca fiecare cu fiecare. După faza grupelor, primele două echipe din fiecare grupă și cel mai bine clasate patru echipe de pe locul trei se vor califica în optimile de finală. Câștigătoarele din optimile de finală se vor califica în sferturile de finală, iar câștigătoarele din sferturile de finală se vor califica în semifinale. Învinsele din semifinale vor juca în meciul pentru locul trei, în timp ce câștigătoarele semifinalelor vor disputa finala.

## Mingea competiției
CAF a anunțat mingea oficială a competiției, numită TOGHU, pe 23 noiembrie 2021.

## Oficialii meciurilor
Următorii arbitri au fost aleși pentru a oficia la Cupa Africii pe Națiuni 2021, unul dintre arbitri fiind din partea CONCACAF.

### Arbitri
- Mustapha Ghorbal
- Hélder Martins Rodrigues de Carvalho
- Joshua Bondo
- Pacifique Ndabihawenimana
- Blaise Yuven Ngwa
- Mahmoud El Banna
- Amin Omar
- Bamlak Tessema Weyesa
- Daniel Nili Laryea
- Bakary Gassama
- Peter Waweru
- Andofetra Rakotojaona
- Boubou Traore
- Beida Dahane
- Ahmad Imetehaz Heeralall
- Rédouane Jiyed
- Jean Jacques Ndala Ngambo
- Salima Mukansanga
- Maguette N'Diaye
- Issa Sy
- Bernard Camille
- Victor Gomes
- Sadok Selmi
- Ismail Elfath
- Janny Sikazwe

### Arbitri asistenți
- Abdelhak Etchiali
- Mokrane Gourari
- Jerson Emiliano Dos Santos
- Seydou Tiama
- Nguegoue Elvis Guy Noupue
- Atezambong Fomo Carine
- Issa Yaya
- Soulaimane Almadine
- Tahssen Abo El Sadat
- Abouelregal Mahmoud
- Ahmed Hossam Taha
- Sidibe Sidiki
- Liban Abdourazak Ahmed
- Gilbert Cheruiyot
- Souru Phatsoane
- Attia Amsaaed
- Lionel Andrianantenaina
- Azgaou Lahcen
- Zakaria Brinsi
- Mustapha Akarkad
- Jermoumi Fatiha
- Arsenio Maringula
- Mahamadou Yahaya
- Samuel Pwadutakam
- Oliver Safari
- Djibril Camara
- El Hadj Malick Samba
- James Fredrick Emile
- Zakhele Thusi Siwela
- Ibrahim Abdalla Mohamed
- Hassani Khalil
- Anouar Hmila
- Dick Okello

### Arbitri asistenți video
CAF a anunțat arbitrii asistenți video, unul dintre ei fiind din partea UEFA și unul din partea CONCACAF.
- Benoît Millot
- Lahlou Benbraham
- Mehdi Abid Charef
- Drew Fischer
- Mahmoud Ashour
- Samir Guezzaz
- Adil Zourak
- Bouchra Karboubi
- Haythem Guirat

## Tragerea la sorți
Tragerea la sorți a fost inițial programată pentru 25 iunie 2021, dar a fost amânată pentru 17 august 2021. Cele 24 de echipe au fost grupate în patru urne.
| Urna 1                                                                               | Urna 2                                                           | Urna 3                                                                     | Urna 4                                                           |
| ------------------------------------------------------------------------------------ | ---------------------------------------------------------------- | -------------------------------------------------------------------------- | ---------------------------------------------------------------- |
| Camerun (gazdă) · Algeria (campioana en-titre) · Senegal · Tunisia · Nigeria · Maroc | Egipt · Ghana · Mali · Coasta de Fildeș · Guineea · Burkina Faso | Capul Verde · Gabon · Mauritania · Zimbabwe · Guinea-Bissau · Sierra Leone | Sudan · Malawi · Comore · Guineea Ecuatorială · Etiopia · Gambia |

## Stadioane
Odată cu extinderea Cupei Africii pe Națiuni de la 16 la 24 de echipe, se aștepta ca cel puțin șase stadioane să fie folosite în cinci orașe cameruneze. Cele șase stadioane selectate pentru a găzdui meciurile sunt Stadionul Paul Biya și Stade Ahmadou Ahidjo din capitala Yaoundé, Stadionul Japoma din Douala, Stadionul Limbé din Limbe, Stadionul Kouekong din Bafoussam și Stadionul Roumdé Adjia din Garoua. Meciul de deschidere a turneului și finala vor avea loc pe stadionul Olembe, nou construit, cu 60.000 de locuri, din Yaoundé.
| Stadionul Japoma       | Stadionul Paul Biya | Stade Ahmadou Ahidjo |
| Capacitate: 50.000     | Capacitate: 60.000  | Capacitate: 42.500   |
|                        |                     |                      |
| Garoua                 | Bafoussam           | Limbé                |
| Stadionul Roumdé Adjia | Stadionul Kouekong  | Stadionul Limbé      |
| Capacitate: 30.000     | Capacitate: 20.000  | Capacitate: 20.000   |
|                        |                     |                      |

## Faza grupelor
Primele două echipe din fiecare grupă, împreună cu cele mai bune patru echipe de pe locul trei, se califică în optimile de finală. Toate orele sunt locale, OAO (UTC+1).

### Departajări
Dacă două sau mai multe echipe au același punctaj după ce toate meciurile din grupă s-au jucat, se vor aplica următoarele departajări:
1. Numărul mai mare de puncte obținute dintre echipele aflate la departajare;
2. Diferența de goluri superioară dintre echipele aflate la departajare;
3. Numărul mai mare de goluri înscrise dintre echipele aflate la departajare;
4. Dacă după primele trei criterii echipele sunt tot la egalitate, diferența se va face cu ajutorul meciurilor directe între echipele aflate la departajare. Dacă și după acest criteriu echipele sunt tot la egalitate, se vor aplica criteriile 5–9;
5. Diferența de goluri superioară din toate meciurile grupei;
6. Numărul mai mare de goluri din toate meciurile grupei;
7. Tragere la sorți.

### Grupa A
| Loc | Echipa       | MJ | V | E | Î | GM | GP | DG | Pct | Calificare                                                   |
| --- | ------------ | -- | - | - | - | -- | -- | -- | --- | ------------------------------------------------------------ |
| 1   | Camerun (H)  | 3  | 2 | 1 | 0 | 7  | 3  | +4 | 7   | Avansează în Faza eliminatorie                               |
| 2   | Burkina Faso | 3  | 1 | 1 | 1 | 3  | 3  | 0  | 4   | Avansează în Faza eliminatorie                               |
| 3   | Capul Verde  | 3  | 1 | 1 | 1 | 2  | 2  | 0  | 4   | Posibilă calificare faza eliminatorie conform clasamanetului |
| 4   | Etiopia      | 3  | 0 | 1 | 2 | 2  | 6  | −4 | 1   |                                                              |

| Camerun                            | 2-1    | Burkina Faso |
| ---------------------------------- | ------ | ------------ |
| Aboubakar 40' (pen.), 45+3' (pen.) | Raport | Sangaré 24'  |

| Etiopia | 0-1    | Capul Verde        |
| ------- | ------ | ------------------ |
|         | Raport | - J. Tavares 45+1' |

| Camerun                                | 4-1    | Etiopia    |
| -------------------------------------- | ------ | ---------- |
| Toko Ekambi 8', 68' Aboubakar 53', 55' | Raport | Hotessa 4' |

| Capul Verde | 0-1    | Burkina Faso |
| ----------- | ------ | ------------ |
|             | Raport | Bandé 39'    |

| Capul Verde   | 1-1    | Camerun       |
| ------------- | ------ | ------------- |
| Rodrigues 53' | Raport | Aboubakar 39' |

| Burkina Faso | 1-1    | Etiopia           |
| ------------ | ------ | ----------------- |
| Bayala 25'   | Raport | Kebede 52' (pen.) |

### Grupa B
| Loc | Echipa   | MJ | V | E | Î | GM | GP | DG | Pct | Calificare                                                   |
| --- | -------- | -- | - | - | - | -- | -- | -- | --- | ------------------------------------------------------------ |
| 1   | Senegal  | 3  | 1 | 2 | 0 | 1  | 0  | +1 | 5   | Avansează în Faza eliminatorie                               |
| 2   | Guineea  | 3  | 1 | 1 | 1 | 2  | 2  | 0  | 4   | Avansează în Faza eliminatorie                               |
| 3   | Malawi   | 3  | 1 | 1 | 1 | 2  | 2  | 0  | 4   | Posibilă calificare faza eliminatorie conform clasamanetului |
| 4   | Zimbabwe | 3  | 1 | 0 | 2 | 3  | 4  | −1 | 3   |                                                              |

| Senegal           | 1-0    | Zimbabwe |
| ----------------- | ------ | -------- |
| Mané 90+7' (pen.) | Raport |          |

| Guineea   | 1-0    | Malawi |
| --------- | ------ | ------ |
| Sylla 35' | Raport |        |

| Senegal | 0-0    | Guineea |
| ------- | ------ | ------- |
|         | Raport |         |

| Malawi          | 2-1    | Zimbabwe |
| --------------- | ------ | -------- |
| Mhango 43', 58' | Raport | Wadi 38' |

| Malawi | 0-0    | Senegal |
| ------ | ------ | ------- |
|        | Raport |         |

| Zimbabwe               | 2-1    | Guineea      |
| ---------------------- | ------ | ------------ |
| Musona 26' Mahachi 43' | Raport | N. Keïta 49' |

### Grupa C
| Loc | Echipa | MJ | V | E | Î | GM | GP | DG | Pct | Calificare                                                   |
| --- | ------ | -- | - | - | - | -- | -- | -- | --- | ------------------------------------------------------------ |
| 1   | Maroc  | 3  | 2 | 1 | 0 | 5  | 2  | +3 | 7   | Avansează în Faza eliminatorie                               |
| 2   | Gabon  | 3  | 1 | 2 | 0 | 4  | 3  | +1 | 5   | Avansează în Faza eliminatorie                               |
| 3   | Comore | 3  | 1 | 0 | 2 | 3  | 5  | −2 | 3   | Posibilă calificare faza eliminatorie conform clasamanetului |
| 4   | Ghana  | 3  | 0 | 1 | 2 | 3  | 5  | −2 | 1   |                                                              |

| Maroc      | 1-0    | Ghana |
| ---------- | ------ | ----- |
| Boufal 83' | Raport |       |

| Comore | 0-1    | Gabon         |
| ------ | ------ | ------------- |
|        | Raport | Boupendza 16' |

| Maroc                         | 2-0    | Comore |
| ----------------------------- | ------ | ------ |
| - Amallah 16' - Aboukhlal 88' | Raport |        |

| Gabon         | 1-1    | Ghana       |
| ------------- | ------ | ----------- |
| Allevinah 88' | Raport | A. Ayew 18' |

| Gabon                               | 2-2    | Maroc                            |
| ----------------------------------- | ------ | -------------------------------- |
| - Allevinah 21' - Aguerd 81' (o.g.) | Raport | - Boufal 74' (pen.) - Hakimi 84' |

| Ghana                    |        | Comore                              |
| ------------------------ | ------ | ----------------------------------- |
| - Boakye 64' - Djiku 77' | Raport | - Ben Nabouhane 4' - Mogni 62', 85' |

### Grupa D
| Loc | Echipa        | MJ | V | E | Î | GM | GP | DG | Pct | Calificare                                                   |
| --- | ------------- | -- | - | - | - | -- | -- | -- | --- | ------------------------------------------------------------ |
| 1   | Nigeria       | 3  | 3 | 0 | 0 | 6  | 1  | +5 | 9   | Avansează în Faza eliminatorie                               |
| 2   | Egipt         | 3  | 2 | 0 | 1 | 2  | 1  | +1 | 6   | Avansează în Faza eliminatorie                               |
| 3   | Sudan         | 3  | 0 | 1 | 2 | 1  | 4  | −3 | 1   | Posibilă calificare faza eliminatorie conform clasamanetului |
| 4   | Guinea-Bissau | 3  | 0 | 1 | 2 | 0  | 3  | −3 | 1   |                                                              |

| Nigeria       | 1-0    | Egipt |
| ------------- | ------ | ----- |
| Iheanacho 30' | Raport |       |

| Sudan | 0-0    | Guinea-Bissau |
| ----- | ------ | ------------- |
|       | Raport |               |

| Nigeria                            | 3-1    | Sudan            |
| ---------------------------------- | ------ | ---------------- |
| Chukwueze 3' Awoniyi 45' Simon 46' | Raport | Khedr 70' (pen.) |

| Guinea-Bissau | 0-1    | Egipt     |
| ------------- | ------ | --------- |
|               | Raport | Salah 69' |

| Guinea-Bissau | 0-2    | Nigeria                 |
| ------------- | ------ | ----------------------- |
|               | Raport | - Sadiq 56' - Ekong 75' |

| Egipt          | 1-0    | Sudan |
| -------------- | ------ | ----- |
| Abdelmonem 35' | Raport |       |

### Grupa E
| Loc | Echipa              | MJ | V | E | Î | GM | GP | DG | Pct | Calificare                                                   |
| --- | ------------------- | -- | - | - | - | -- | -- | -- | --- | ------------------------------------------------------------ |
| 1   | Coasta de Fildeș    | 3  | 2 | 1 | 0 | 6  | 3  | +3 | 7   | Avansează în Faza eliminatorie                               |
| 2   | Guineea Ecuatorială | 3  | 2 | 0 | 1 | 2  | 1  | +1 | 6   | Avansează în Faza eliminatorie                               |
| 3   | Sierra Leone        | 3  | 0 | 2 | 1 | 2  | 3  | −1 | 2   | Posibilă calificare faza eliminatorie conform clasamanetului |
| 4   | Algeria             | 3  | 0 | 1 | 2 | 1  | 4  | −3 | 1   |                                                              |

| Algeria | 0-0    | Sierra Leone |
| ------- | ------ | ------------ |
|         | Raport |              |

| Guineea Ecuatorială | 0-1 | Coasta de Fildeș |
| ------------------- | --- | ---------------- |
|                     |     | Gradel 5'        |

| Coasta de Fildeș    | 2-2    | Sierra Leone                   |
| ------------------- | ------ | ------------------------------ |
| Haller 25' Pépé 65' | Raport | Mu. Kamara 55' A. Kamara 90+3' |

| Algeria | 0-1    | Guineea Ecuatorială |
| ------- | ------ | ------------------- |
|         | Raport | Esteban 70'         |

| Coasta de Fildeș                         | 3-1    | Algeria        |
| ---------------------------------------- | ------ | -------------- |
| - Kessié 22' - I. Sangaré 39' - Pépé 54' | Raport | - Bendebka 73' |

| Sierra Leone | 0-1    | Guineea Ecuatorială |
| ------------ | ------ | ------------------- |
|              | Raport | Ganet 38'           |

### Grupa F
| Loc | Echipa     | MJ | V | E | Î | GM | GP | DG | Pct | Calificare                                                   |
| --- | ---------- | -- | - | - | - | -- | -- | -- | --- | ------------------------------------------------------------ |
| 1   | Gambia     | 3  | 2 | 1 | 0 | 3  | 1  | +2 | 7   | Avansează în Faza eliminatorie                               |
| 2   | Mali       | 3  | 2 | 1 | 0 | 4  | 1  | +3 | 7   | Avansează în Faza eliminatorie                               |
| 3   | Tunisia    | 3  | 1 | 0 | 2 | 4  | 2  | +2 | 3   | Posibilă calificare faza eliminatorie conform clasamanetului |
| 4   | Mauritania | 3  | 0 | 0 | 3 | 0  | 7  | −7 | 0   |                                                              |

| Tunisia | 0-1    | Mali            |
| ------- | ------ | --------------- |
|         | Raport | Koné 48' (pen.) |

| Mauritania | 0-1    | Gambia        |
| ---------- | ------ | ------------- |
|            | Raport | A. Jallow 10' |

| Gambia                | 1-1    | Mali            |
| --------------------- | ------ | --------------- |
| Mu. Barrow 90' (pen.) | Raport | Koné 79' (pen.) |

| Tunisia                                       | 4-0    | Mauritania |
| --------------------------------------------- | ------ | ---------- |
| - Mathlouthi 4' - Khazri 9', 64' - Jaziri 66' | Raport |            |

| Gambia          |        | Tunisia |
| --------------- | ------ | ------- |
| A. Jallow 90+3' | Raport |         |

| Mali                              | 2-0    | Mauritania |
| --------------------------------- | ------ | ---------- |
| - M. Haïdara 2' - Koné 49' (pen.) | Raport |            |

### Clasamentul echipelor de pe locul trei pentru calificarea în optimi
| Grupa | Echipa       | M | V | E | Î | GM | GP | DG | Pct |
| ----- | ------------ | - | - | - | - | -- | -- | -- | --- |
| A     | Capul Verde  | 3 | 1 | 1 | 1 | 2  | 2  | 0  | 4   |
| B     | Malawi       | 3 | 1 | 1 | 1 | 2  | 2  | 0  | 4   |
| F     | Tunisia      | 3 | 1 | 0 | 2 | 4  | 2  | +2 | 3   |
| C     | Comore       | 3 | 1 | 0 | 2 | 3  | 5  | -2 | 3   |
| E     | Sierra Leone | 3 | 0 | 2 | 1 | 2  | 3  | -1 | 2   |
| D     | Sudan        | 3 | 0 | 1 | 2 | 1  | 4  | -3 | 1   |

## Faza eliminatorie
|  | Optimi                    | Optimi                |                       |       | Sferturi de finală | Sferturi de finală |                       |                       | Semifinale | Semifinale |  |  | Finala | Finala |
|  |                           |                       |                       |       |                    |                    |                       |                       |            |            |  |  |        |        |
|  | 23 ianuarie - Limbé       |                       |                       |       |                    |                    |                       |                       |            |            |  |  |        |        |
|  |                           |                       |                       |       |                    |                    |                       |                       |            |            |  |  |        |        |
|  | Burkina Faso (pen)        | 1 (7)                 |                       |       |                    |                    |                       |                       |            |            |  |  |        |        |
|  | Burkina Faso (pen)        | 1 (7)                 | 29 ianuarie - Garoua  |       |                    |                    |                       |                       |            |            |  |  |        |        |
|  | Gabon                     | 1 (6)                 |                       |       |                    |                    |                       |                       |            |            |  |  |        |        |
|  | Gabon                     | 1 (6)                 | Burkina Faso          | 1     |                    |                    |                       |                       |            |            |  |  |        |        |
|  | 23 ianuarie - Garoua      |                       | Burkina Faso          | 1     |                    |                    |                       |                       |            |            |  |  |        |        |
|  |                           | Tunisia               | 0                     |       |                    |                    |                       |                       |            |            |  |  |        |        |
|  | Nigeria                   | Tunisia               | 0                     | 0     |                    |                    |                       |                       |            |            |  |  |        |        |
|  | Nigeria                   |                       | 2 februarie - Yaoundé | 0     |                    |                    |                       |                       |            |            |  |  |        |        |
|  | Tunisia                   | 1                     |                       |       |                    |                    |                       |                       |            |            |  |  |        |        |
|  | Tunisia                   | 1                     | Burkina Faso          | 1     |                    |                    |                       |                       |            |            |  |  |        |        |
|  | 25 ianuarie - Bafoussam   |                       | Burkina Faso          | 1     |                    |                    |                       |                       |            |            |  |  |        |        |
|  |                           | Senegal               | 3                     |       |                    |                    |                       |                       |            |            |  |  |        |        |
|  | Senegal                   | Senegal               | 3                     | 2     |                    |                    |                       |                       |            |            |  |  |        |        |
|  | Senegal                   | 30 ianuarie - Douala  |                       | 2     |                    |                    |                       |                       |            |            |  |  |        |        |
|  | Capul Verde               | 0                     |                       |       |                    |                    |                       |                       |            |            |  |  |        |        |
|  | Capul Verde               | 0                     | Senegal               | 3     |                    |                    |                       |                       |            |            |  |  |        |        |
|  | 26 ianuarie - Limbé       |                       | Senegal               | 3     |                    |                    |                       |                       |            |            |  |  |        |        |
|  |                           | Guineea Ecuatorială   | 1                     |       |                    |                    |                       |                       |            |            |  |  |        |        |
|  | Mali                      | Guineea Ecuatorială   | 1                     | 0 (5) |                    |                    |                       |                       |            |            |  |  |        |        |
|  | Mali                      |                       | 6 februarie - Yaoundé | 0 (5) |                    |                    |                       |                       |            |            |  |  |        |        |
|  | Guineea Ecuatorială (pen) | 0 (6)                 |                       |       |                    |                    |                       |                       |            |            |  |  |        |        |
|  | Guineea Ecuatorială (pen) | 0 (6)                 | Senegal (pen)         | 0 (4) |                    |                    |                       |                       |            |            |  |  |        |        |
|  | 24 ianuarie - Bafoussam   |                       | Senegal (pen)         | 0 (4) |                    |                    |                       |                       |            |            |  |  |        |        |
|  |                           | Egipt                 | 0 (2)                 |       |                    |                    |                       |                       |            |            |  |  |        |        |
|  | Guineea                   | Egipt                 | 0 (2)                 | 0     |                    |                    |                       |                       |            |            |  |  |        |        |
|  | Guineea                   | 29 ianuarie - Yaoundé |                       | 0     |                    |                    |                       |                       |            |            |  |  |        |        |
|  | Gambia                    | 1                     |                       |       |                    |                    |                       |                       |            |            |  |  |        |        |
|  | Gambia                    | 1                     | Gambia                | 0     |                    |                    |                       |                       |            |            |  |  |        |        |
|  | 24 ianuarie - Yaoundé     |                       | Gambia                | 0     |                    |                    |                       |                       |            |            |  |  |        |        |
|  |                           | Camerun               | 2                     |       |                    |                    |                       |                       |            |            |  |  |        |        |
|  | Camerun                   | Camerun               | 2                     | 2     |                    |                    |                       |                       |            |            |  |  |        |        |
|  | Camerun                   |                       | 2 februarie - Yaoundé | 2     |                    |                    |                       |                       |            |            |  |  |        |        |
|  | Comore                    | 1                     |                       |       |                    |                    |                       |                       |            |            |  |  |        |        |
|  | Comore                    | 1                     | Camerun               | 0 (1) |                    |                    |                       |                       |            |            |  |  |        |        |
|  | 26 ianuarie - Douala      |                       | Camerun               | 0 (1) |                    |                    |                       |                       |            |            |  |  |        |        |
|  |                           | Egipt (pen)           | 0 (3)                 |       | Finala mică        | Finala mică        |                       |                       |            |            |  |  |        |        |
|  | Coasta de Fildeș          | Egipt (pen)           | 0 (3)                 | 0 (4) | Finala mică        | Finala mică        |                       |                       |            |            |  |  |        |        |
|  | Coasta de Fildeș          | 30 ianuarie - Yaoundé | 30 ianuarie - Yaoundé | 0 (4) |                    |                    | 6 februarie - Yaoundé | 6 februarie - Yaoundé |            |            |  |  |        |        |
|  | Egipt (pen)               | 30 ianuarie - Yaoundé | 30 ianuarie - Yaoundé | 0 (5) |                    |                    | 6 februarie - Yaoundé | 6 februarie - Yaoundé |            |            |  |  |        |        |
|  | Egipt (pen)               | Egipt (prel)          | 1(2)                  | 0 (5) | Burkina Faso       | 3 (3)              |                       |                       |            |            |  |  |        |        |
|  | 25 ianuarie - Yaoundé     | Egipt (prel)          | 1(2)                  |       | Burkina Faso       | 3 (3)              |                       |                       |            |            |  |  |        |        |
|  |                           | Maroc                 | 1(1)                  |       | Camerun (pen)      | 3 (5)              |                       |                       |            |            |  |  |        |        |
|  | Maroc                     | Maroc                 | 1(1)                  | 2     | Camerun (pen)      | 3 (5)              |                       |                       |            |            |  |  |        |        |
|  | Maroc                     |                       |                       | 2     |                    |                    |                       |                       |            |            |  |  |        |        |
|  | Malawi                    | 1                     |                       |       |                    |                    |                       |                       |            |            |  |  |        |        |
|  | Malawi                    | 1                     |                       |       |                    |                    |                       |                       |            |            |  |  |        |        |

### Optimi
| Burkina Faso                                                                                      | 1-1 (d.p.) | Gabon                                                                                          |
| ------------------------------------------------------------------------------------------------- | ---------- | ---------------------------------------------------------------------------------------------- |
| B. Traoré 28'                                                                                     |            | Guira 90+1' (o.g.)                                                                             |
| - Kaboré - S. Ouattara - E. Tapsoba - Simporé - Yago - Guira - Konaté - A. Tapsoba - I. Ouédraogo | 7–6        | - Bouanga - Méyé - Boupendza - Kanga - Biyogo Poko - Ecuele Manga - Ameka - N'Gakoutou - Palun |

| Nigeria | 0-1    | Tunisia    |
| ------- | ------ | ---------- |
|         | Raport | Msakni 47' |

| Guineea | 0-1    | Gambia         |
| ------- | ------ | -------------- |
|         | Raport | Mu. Barrow 71' |

| Camerun                           | 2-1    | Comore         |
| --------------------------------- | ------ | -------------- |
| - Toko Ekambi 29' - Aboubakar 70' | Raport | M'Changama 81' |

| Senegal                  | 2-0    | Capul Verde |
| ------------------------ | ------ | ----------- |
| - Mané 63' - Dieng 90+2' | Raport |             |

| Maroc                          | 2-1    | Malawi    |
| ------------------------------ | ------ | --------- |
| - En-Nesyri 45+2' - Hakimi 70' | Raport | Mhango 7' |

| Coasta de Fildeș                          | 0-0 (d.p.) | Egipt                                           |
| ----------------------------------------- | ---------- | ----------------------------------------------- |
|                                           | Raport     |                                                 |
| - Pépé - Sangaré - Bailly - Cornet - Zaha | 4–5        | - Zizo - El Solia - Kamal - Abdel Monem - Salah |

| Mali                                                                                  | 0-0 (d.p.) | Guineea Ecuatorială                                                  |
| ------------------------------------------------------------------------------------- | ---------- | -------------------------------------------------------------------- |
|                                                                                       | Raport     |                                                                      |
| - A. N. Traoré - Djenepo - M. Haïdara - Hama. Traoré - Touré - Dieng - Camara - Sacko | 5–6        | - E. Nsue - Belima - Akapo - Buyla - Ganet - Coco - Salvador - Eneme |

### Sferturile de finală
| Gambia | 0-2    | Camerun              |
| ------ | ------ | -------------------- |
|        | Raport | Toko Ekambi 50', 57' |

| Burkina Faso       | 1-0    | Tunisia |
| ------------------ | ------ | ------- |
| Da. Ouattara 45+3' | Raport |         |

| Egipt                        | 2-1 (d.p.) | Maroc            |
| ---------------------------- | ---------- | ---------------- |
| - Salah 53' - Trézéguet 100' | Raport     | Boufal 7' (pen.) |

| Senegal                                    | 3-1    | Guineea Ecuatorială |
| ------------------------------------------ | ------ | ------------------- |
| - Diédhiou 28' - Kouyaté 68' - I. Sarr 79' | Raport | Buyla 57'           |

### Semifinale
| Burkina Faso | 1-3    | Senegal                                   |
| ------------ | ------ | ----------------------------------------- |
| Touré 82'    | Raport | - A. Diallo 70' - I. Gueye 76' - Mané 87' |

| Camerun                                     | 0-0 (d.p.) | Egipt                         |
| ------------------------------------------- | ---------- | ----------------------------- |
|                                             | Raport     |                               |
| - Aboubakar - Moukoudi - Léa Siliki - N'Jie | 1–3        | - Zizo - Abdelmonem - Lasheen |

### Finala pentru locul 3
| Burkina Faso                                        | 3-3 (d.p.) | Camerun                                               |
| --------------------------------------------------- | ---------- | ----------------------------------------------------- |
| - Yago 24' - A. Onana 43' (o.g.) - Dj. Ouattara 49' | Raport     | - Bahoken 71' - Aboubakar 85', 87'                    |
| - Kaboré - S. Ouattara - Touré - Yago               | 3–5        | - Aboubakar - Ngamaleu - Toko Ekambi - Kunde - Oyongo |

### Finala
| Senegal                                             | 0–0 (d.p.) | Egipt                                      |
| --------------------------------------------------- | ---------- | ------------------------------------------ |
|                                                     | Raport     |                                            |
| - Koulibaly - A. Diallo - B. Sarr - B. Dieng - Mané | 4–2        | - Zizo - Abdelmonem - Mar. Hamdy - Lasheen |